# 대전 하나 시티즌 2021 시즌
대전 하나 시티즌 2021 시즌은 대전 하나 시티즌이 K리그2에서 치른 2021년 시즌이다.

## 선수단
- GK : 김동준, 이준서, 박주원, 김태양
- DF : 서영재, 김민덕, 이종현, 이지솔, 이웅희, 민준영, 임덕근, 이호인, 최익진, 변준수, 김선호, 김지훈, 이슬찬
- MF : 박진섭, 이현식, 박인혁, 이진현, 알리바예프, 임은수, 에디뉴, 이호빈, 구본상
- FW : 바이오, 파투, 원기종, 김승섭, 신상은, 마사, 공민현, 전병관, 정희웅, 안상민, 김세윤, 강세혁